# Draba steyermarkii
Draba steyermarkii é uma espécie de planta com flor da família Brassicaceae.
Apenas pode ser encontrada no Equador.
Os seus habitats naturais são: regiões subtropicais ou tropicais húmidas de alta altitude e campos de altitude subtropicais ou tropicais.
Está ameaçada por perda de habitat.